# Ayuntamiento de Rincón de la Victoria
El Ayuntamiento de Rincón de la Victoria es el órgano encargado del gobierno y administración del municipio de Rincón de la Victoria, situado en la provincia de Málaga, Andalucía, España. Está presidido por el alcalde. En 2023 ocupa dicho cargo Francisco Salado Escaño, del PP. Esta administración tiene su sede en la plaza de al-Ándalus.

## Alcaldes
| Periodo   | Nombre                                                                    | Partido                                                                                                |
| --------- | ------------------------------------------------------------------------- | --- |
| 1979-1983 | Aurelio Robles Garrido                                                    | Independiente                                                                                          |
| 1983-1987 | José Fco. Ruiz Montes                                                     | Partido Socialista Obrero Español (PSOE)                                                               |
| 1987-1991 | José Fco. Ruiz Montes (1987-1989) Clemente Caballero Montañez (1989-1991) | Partido Socialista Obrero Español (PSOE)                                                               |
| 1991-1995 | Clemente Caballero Montañez                                               | Partido Socialista Obrero Español (PSOE)                                                               |
| 1995-1999 | José Mª Gómez Muñoz                                                       | Partido Popular (PP)                                                                                   |
| 1999-2003 | José Mª Gómez Muñoz                                                       | Partido Popular (PP)                                                                                   |
| 2003-2007 | José J. Domínguez Palma (2003-2005) Francisco Salado Escaño (2005-2007)   | Partido Socialista Obrero Español (PSOE) Partido Popular (PP)                                          |
| 2007-2011 | José Miguel Fernández Domínguez (2007-2009) Encarnación Anaya (2009-2011) | Partido Social Independiente de Rincón de la Victoria (PSIRV) Partido Socialista Obrero Español (PSOE) |
| 2011-2015 | Francisco Salado Escaño                                                   | Partido Popular (PP)                                                                                   |
| 2015-2019 | Encarnación Anaya (2015-2017) Francisco Salado Escaño (2017-2019)         | Partido Socialista Obrero Español (PSOE) Partido Popular (PP)                                          |
| 2019-2023 | Francisco Salado Escaño                                                   | Partido Popular (PP)                                                                                   |
| 2023-act. | Francisco Salado Escaño                                                   | Partido Popular (PP)                                                                                   |

## 3 de abril de 1979
| Partido político                                                | 1979  | 1979  | 1979       |
| Partido político                                                | Votos | %     | Concejales |
| Candidatura Independiente para un Ayuntamiento Democrático (DH) | 1.218 | 37,34 | 6          |
| Unión de Centro Democrático (UCD)                               | 795   | 24,37 | 3          |
| Partido Socialista Obrero Español (PSOE)                        | 773   | 23,7  | 3          |
| Agrupación de Trabajadores Independiente (ATI)                  | 364   | 11,16 | 1          |
| Partido Socialista de Andalucía (PSA)                           | 112   | 3,43  | 0          |

## 8 de mayo de 1983
| Partido político                                                    | 1983  | 1983  | 1983       |
| Partido político                                                    | Votos | %     | Concejales |
| Partido Socialista Obrero Español (PSOE)                            | 2.022 | 50,37 | 8          |
| Agrupación Independiente para el Progreso de los Municipios (AIPM)  | 613   | 15,27 | 2          |
| Agrupación Indepnediente (AI)                                       | 538   | 13,4  | 2          |
| Alianza Popular-Partido Demócrata Popular-Unión Liberal (AP-PDP-UL) | 334   | 8,32  | 1          |
| Partido Socialista de Andalucía (PSA)                               | 190   | 4,73  | 0          |
| Partido Comunista Español-Partido Comunista Andaluz (PCE-PCA)       | 189   | 4,71  | 0          |
| Centro Democrático y Social (CDS)                                   | 128   | 3,19  | 0          |

## 16 de junio de 1987
| Partido político                                  | 1987  | 1987  | 1987       |
| Partido político                                  | Votos | %     | Concejales |
| Partido Socialista Obrero Español (PSOE)          | 2.241 | 48,07 | 8          |
| Alianza Popular (AP)                              | 651   | 13,96 | 2          |
| Partido Andalucista (PA)                          | 523   | 11,22 | 1          |
| Izquierda Unida-Convocatoria de Andalucía (IU-CA) | 465   | 9,97  | 1          |
| Centro Democrático y Social (CDS)                 | 429   | 9,2   | 1          |
| Solución Independiente (SI)                       | 154   | 3,3   | 0          |
| Unión Ciudadana de Rincón de la Victoria (UCRV)   | 114   | 2,45  | 0          |
| Partido Demócrata Popular (PDP)                   | 52    | 1,12  | 0          |

## 26 de mayo de 1991
| Partido político                                                 | 1991  | 1991  | 1991       |
| Partido político                                                 | Votos | %     | Concejales |
| Partido Socialista Obrero Español (PSOE)                         | 2.032 | 36,07 | 7          |
| Partido Popular (PP)                                             | 1.060 | 18,81 | 4          |
| Partido Andalucista (PA)                                         | 629   | 11,16 | 2          |
| Agrupación Social Independiente de Rincón de la Victoria (ASIRV) | 569   | 10,1  | 2          |
| Izquierda Unida-Convocatoria de Andalucía (IU-CA)                | 477   | 8,47  | 1          |
| Centro Democrático y Social (CDS)                                | 396   | 7,03  | 1          |
| Centro Progresista (CP)                                          | 225   | 3,99  | 0          |
| Solución Independiente (SI)                                      | 209   | 3,71  | 0          |

## 28 de mayo de 1995
| Partido político                                                 | 1995  | 1995  | 1995       |
| Partido político                                                 | Votos | %     | Concejales |
| Partido Popular (PP)                                             | 3.590 | 37,81 | 7          |
| Partido Socialista Obrero Español (PSOE)                         | 1.971 | 20,76 | 4          |
| Partido Social Independiente de Rincón de la Victoria (PSIRV)    | 1.376 | 14,49 | 3          |
| Izquierda Unida-Los Verdes-Convocatoria por Andalucía (IU-LV-CA) | 1.087 | 11,45 | 2          |
| Partido Andaluz del Progreso (PAP)                               | 488   | 5,14  | 1          |
| Partido Andalucista (PA)                                         | 375   | 3,95  | 0          |
| Solución Independiente (SI)                                      | 289   | 3,04  | 0          |
| Centro Democrático y Social (CDS)                                | 108   | 1,14  | 0          |
| Plataforma de los Independientes de España (PIE)                 | 105   | 1,11  | 0          |

## 13 de junio de 1999
| Partido político                                                 | 1999  | 1999  | 1999       |
| Partido político                                                 | Votos | %     | Concejales |
| Partido Popular (PP)                                             | 3.717 | 34,05 | 9          |
| Partido Socialista Obrero Español (PSOE)                         | 2.966 | 27,17 | 7          |
| Partido Social Independiente de Rincón de la Victoria (PSIRV)    | 1.601 | 14,67 | 3          |
| Partido Andalucista (PA)                                         | 1.141 | 10,45 | 2          |
| Izquierda Unida-Los Verdes-Convocatoria por Andalucía (IU-LV-CA) | 501   | 4,59  | 0          |
| Los Verdes de Andalucía (LVA)                                    | 490   | 4,49  | 0          |
| Partido Democrático Nueva Izquierda Andalucía (PDNI-A)           | 249   | 2,28  | 0          |

## 25 de mayo de 2003
| Partido político                                                | 2003  | 2003  | 2003       |
| Partido político                                                | Votos | %     | Concejales |
| Partido Popular (PP)                                            | 3.906 | 28,12 | 7          |
| Partido Socialista Obrero Español (PSOE)                        | 3.265 | 23,51 | 6          |
| Partido Social Independiente de Rincón de la Victoria (PSIRV)   | 2.253 | 16,22 | 4          |
| Partido Demócrata Español (PADE)                                | 1.394 | 10,04 | 2          |
| Izquierda Unida Los Verdes-Convocatoria por Andalucía (IULV-CA) | 1.005 | 7,24  | 1          |
| Partido Andalucista (PA)                                        | 815   | 5,87  | 1          |
| Los Verdes de Andalucía (VERDES)                                | 629   | 4,53  | 0          |
| Partido Socialista de Andalucía (PSA)                           | 302   | 2,17  | 0          |
| Centro Democrático Andaluz (CD Andaluz)                         | 109   | 0,78  | 0          |

## 27 de mayo de 2007
| Partido político                                                 | 2007  | 2007  | 2007       |
| Partido político                                                 | Votos | %     | Concejales |
| Partido Popular (PP)                                             | 5.358 | 35,33 | 8          |
| Partido Social Independiente de Rincón de la Victoria (PSIRV)    | 4.139 | 27,29 | 6          |
| Partido Socialista Obrero Español (PSOE)                         | 3.135 | 20,67 | 5          |
| Izquierda Unida-Los Verdes-Convocatoria por Andalucía (IU-LV-CA) | 1.195 | 7,88  | 2          |
| Los Verdes 2007 (LV07)                                           | 634   | 4,18  | 0          |
| Partido Andalucista (PA)                                         | 448   | 2,95  | 0          |
| Partido Socialista de Andalucía (PSA)                            | 32    | 0,21  | 0          |

## 22 de mayo de 2011
| Partido político                                                | 2011  | 2011  | 2011       |
| Partido político                                                | Votos | %     | Concejales |
| Partido Popular (PP)                                            | 8.493 | 47,71 | 13         |
| Partido Socialista Obrero Español (PSOE)                        | 2.996 | 16,83 | 4          |
| Izquierda Unida Los Verdes-Convocatoria por Andalucía (IULV-CA) | 1.820 | 10,22 | 2          |
| Partido Andalucista (PA)                                        | 1.192 | 6,7   | 1          |
| Partido Social Independiente de Rincón de la Victoria (PSIRV)   | 1.016 | 5,71  | 1          |
| Unión Progreso y Democracia (UpyD)                              | 857   | 4,81  | 0          |
| Partido Independiente de Rincón de la Victoria (PIRV)           | 842   | 4,73  | 0          |

## 24 de mayo de 2015
| Partido político                         | 2015  | 2015  | 2015       |
| Partido político                         | Votos | %     | Concejales |
| Partido Popular (PP)                     | 5.619 | 32,19 | 7          |
| Partido Socialista Obrero Español (PSOE) | 3.397 | 19,46 | 4          |
| Ciudadanos-Partido de la Ciudadanía (Cs) | 2.339 | 13,40 | 3          |
| Ahora Rincón                             | 2.127 | 12,19 | 3          |
| Izquierda Unida (IU)                     | 1.980 | 11,34 | 2          |
| Partido Andalucista (PA)                 | 1.650 | 9,45  | 2          |
| Unión Progreso y Democracia (UpyD)       | 343   | 1,97  | 0          |

## 26 de mayo de 2019
| Candidatura     | Candidatura                               | Votos  | %                               | Escaños                         |
| --------------- | ----------------------------------------- | ------ | ------------------------------- | ------------------------------- |
|                 | Partido Popular (PP)                      | 6455   | 31,82                           | 8                               |
|                 | Partido Socialista Obrero Español (PSOE)  | 4557   | 22,46                           | 5                               |
|                 | Por Mi Pueblo (PMP)                       | 2195   | 10,82                           | 2                               |
|                 | Ciudadanos (C´s)                          | 2097   | 10,34                           | 2                               |
|                 | Izquierda Unida (IU)                      | 1932   | 9,52                            | 2                               |
|                 | Podemos                                   | 1234   | 6,08                            | 1                               |
|                 | Vox                                       | 1085   | 5,35                            | 1                               |
|                 | Unión de Ciudadanos Independientes (UCIN) | 559    | 2,76                            | 0                               |
| Votos en blanco | Votos en blanco                           | 172    | 0,85                            | n/a                             |
| Votos válidos   | Votos válidos                             | 20 286 | 100,00                          | 21                              |
| Votos nulos     | Votos nulos                               | 155    | Participación: \| \| 58,28 % \| | Participación: \| \| 58,28 % \| |
| Votantes        | Votantes                                  | 20 441 | Participación: \| \| 58,28 % \| | Participación: \| \| 58,28 % \| |
| Electores       | Electores                                 | 34 810 | Participación: \| \| 58,28 % \| | Participación: \| \| 58,28 % \| |
|                 | 58,28 %                                   |        |                                 |                                 |

## Evolución de la deuda viva municipal
El concepto de deuda viva contempla sólo las deudas con cajas y bancos relativas a créditos financieros, valores de renta fija y préstamos o créditos transferidos a terceros, excluyéndose, por tanto, la deuda comercial.
| Gráfica de evolución económica de la deuda viva del Ayuntamiento entre 2008 y 2023                              |
| |
| Deuda viva del Ayuntamiento de Rincón de la Victoria, en miles de euros, según datos del Ministerio de Hacienda |